# 李階
李階（1469年—？），字升之，浙江溫州府永嘉縣人，竈籍，明朝政治人物。

## 生平
弘治五年（1492年）壬子科浙江鄉試第七名舉人。正德六年（1511年）中式辛未科會試第一百三十四名，登第三甲第一百六十九名進士。授山東寿光县知县。

## 家族
曾祖李明；祖父李王；父李鈞。前母張氏；母林氏。